# Anna Mazzamauro

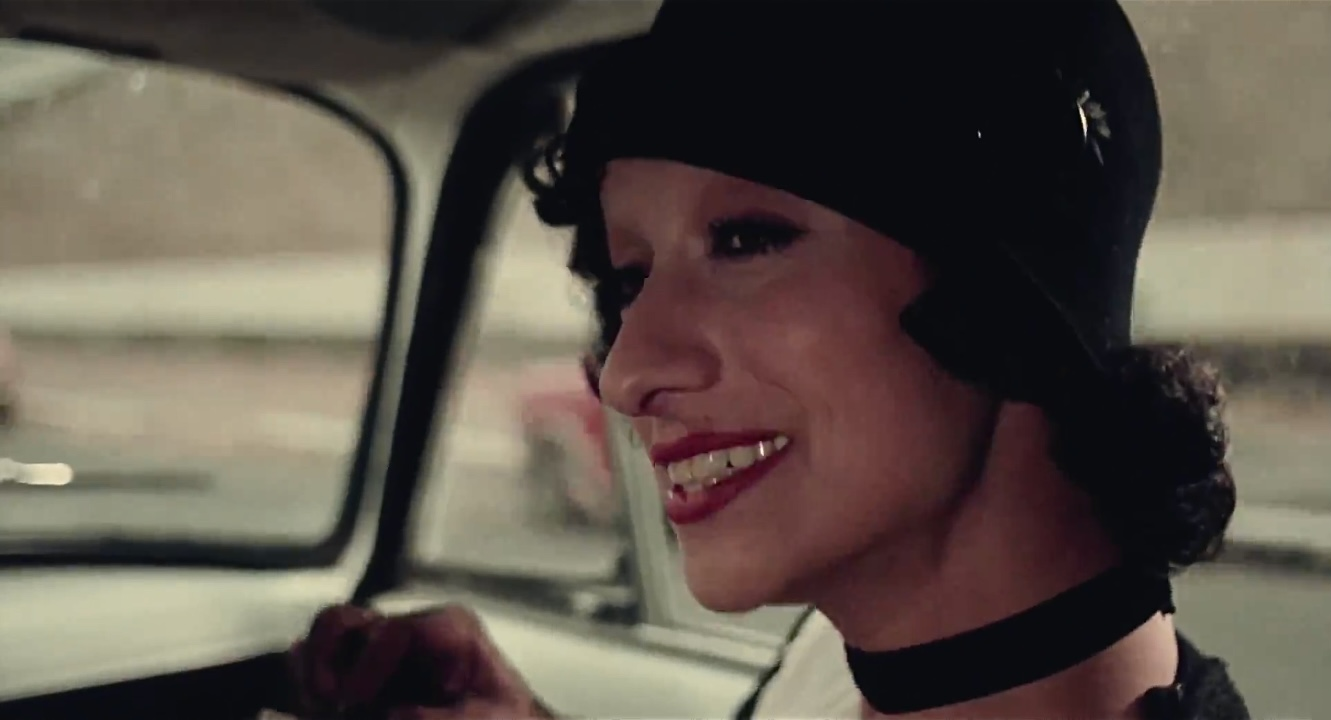
Anna Mazzamauro

Anna Maria Mazzamauro (* 1. Dezember 1938 in Rom) ist eine italienische Schauspielerin und Sängerin, die vor allem durch ihre Rolle als Signorina Silvani in den Fantozzi-Filmen bekannt wurde. Mazzamauro ist nicht nur eine Darstellerin von Charakterrollen und Komikerin, sondern spielte während ihrer dreißigjährigen Karriere auch viele dramatische Rollen.

## Leben
Mazzamauro begann ihre Laufbahn als Schauspielerin Ende der sechziger Jahre. Sie eröffnete unter ihrem eigenen Management im Zentrum von Rom das kleine Theater „Il Carlino“. In dieser Theaterwerkstatt spielten auch Elio Pandolfi, das Pop-Duo I Vianella und Bruno Lauzi. Nach einem verheerenden Brand im Jahre 1968 schloss das Theater und Mazzamauro wechselte zum Film. Ihre erste Rolle hatte sie in Pronto... c'è una certa Giuliana per te von Massimo Franciosa. Im gleichen Jahr spielte sie auch im Musical Non cantare, spara zusammen mit dem Quartetto Cetra.
Zu Beginn der siebziger Jahre spielte Mazzamauro in mehreren Kabarettstücken eine Reihe von Frauenrollen, die Charaktere aus der modernen Gesellschaft mit einer gehörigen Portion Intelligenz und Selbstironie darstellten. Eines dieser Stücke wurde als Langspielplatte herausgegeben. Bühnenpartner waren Lino Banfi und Oreste Lionello.
1975 erschien der erste Film der erfolgreichen Serie über den Buchhalter Ugo Fantozzi, in dem Mazzamauro  die verführerische Signorina Silvani spielte. Mit diesen Filmen wurde Mazzamauro beim großen Publikum bekannt.
Mazzamauro fühlte sich beim Theater wohler als beim Film, weil sie über die Jahre mehr Erfahrung auf der Bühne gesammelt hatte. Die interessantesten und erfolgreichste Rollen waren diejenige in Raccontare Nannarella – ein Anna Magnani gewidmetes Stück von 1970, das in den neunziger Jahren wieder aufgenommen wurde, und Cyrano de Bergerac, in dem Mazzamauro den männlichen Hauptdarsteller mit der großen Nase spielt.
Im Fernsehen führte Mazzamauro 1977 auf Rai 2 durch das Fernseh-Varieté Scuola serale per aspiranti italiani, danach wurde sie von Corrado Mantoni nach Rom zur Livesendung Grand Canal geholt, welche 1981 vom Teatro delle Vittorie ausgestrahlt wurde. Auf Grund dieser Auftritte spielte Mazzamauro einige Singles mit Titelmelodien der Sendungen und Kinderliedern ein. Unter Mediaset spielte Mazzamauro 1985 in der Sendung Grand Hotel auf Canale 5 mit, wo sie an der Seite der besten Komiker der damaligen Zeit auftrat. Für denselben Sender trat sie zusammen mit Enrico Papi in der Spielshow Beato tra le donne, welche eine italienische Variante von Mann-o-Mann war.
Anna Maria Mazzamauro betätigte sich auch als Synchronsprecherin, wo sie besonders für die Stimme des Schwesterchens Julie in der italienischen Version von Kuck mal, wer da spricht 2 bekannt wurde.
2002 spielt Mazzamauro in der Fernsehserie Ma il portiere non c'è mai? auf Canale 5 mit.
Anna Maria Mazzamauro ist Mutter der 1970 geborenen Tochter Guendalina.

## Filmografie
- 1967: Pronto … c’è una certa Giuliana per te – Regie: Massimo Franciosa
- 1968: Non cantare, spara – Regie: Daniele D’Anza
- 1974: Die cleveren Zwei (Il bestione) – Regie: Sergio Corbucci
- 1975: Das größte Rindvieh weit und breit (Fantozzi)
- 1975: Casanova Frankenstein (Frankenstein all’italiana) – Regie: Armando Crispino
- 1976: Il secondo tragico Fantozzi – Regie: Luciano Salce
- 1976: Tutti possono arricchire tranne i poveri – Regie: Mauro Severino
- 1976: La prima notte di nozze – Regie: Corrado Prisco
- 1977: Il … Belpaese – Regie: Luciano Salce
- 1977: Tre tigri contro tre tigri – Regie: Stefano Vanzina, Sergio Corbucci
- 1979: Io zombo, tu zombi, lei zomba – Regie: Nello Rossati
- 1980: Ein Bankangestellter in Nöten (Rag. Arturo De Fanti, bancario precario) – Regie: Luciano Salce
- 1981: Der doppelte Held (Fracchia la belva umana) – Regie: Neri Parenti
- 1983: Champagne in paradiso – Regie: Aldo Grimaldi
- 1983: Fantozzi subisce ancora – Regie: Neri Parenti
- 1983: Sfrattato cerca casa equo canone – Regie: Pier Francesco Pingitore
- 1988: Fantozzi geht in Pension (Fantozzi va in pensione) – Regie: Neri Parenti
- 1990: Fantozzi alla riscossa – Regie: Neri Parenti
- 1993: Fantozzi in paradiso – Regie: Neri Parenti
- 1996: Fantozzi – Il ritorno – Regie: Neri Parenti
- 1999: Una furtiva lacrima – Regie: Riccardo Sesani
- 1999: Fantozzi 2000 – La clonazione – Regie: Domenico Saverni
- 2012: Ribelle – The Brave – Regie: Mark Andrews und Brenda Chapman – Stimme
- 2012: Sogni … in una notte d’estate – Regie: Roberto Posse

## Auszug Diskografie

### Alben
- 1974: Anna Mazzamauro (Dig-it, TLE 201, LP)

### Single
- 1974: Il bombardino/La prima volta (Dig-it, MM 032, 7")
- 1977: Raffredore da fieno (La Strega Sbarabegola)/La zebra Maria (Cinevox, 7")
- Le mantellate/Le mantellate (strumentale) (VideoRadio, 7")